# 山本哲士
山本 哲士（やまもと てつじ、1948年7月10日 - ）は、哲学者、政治社会学者。
元東京藝術大学客員教授、元信州大学教授。文化科学高等研究院ジェネラル・ディレクター。日本ホスピタリティ財団理事。（財）日本国際高等学術会議理事長。
ホスピタリティ環境学、教育社会学、政治社会学を専門としながら経済論、政治論、日本文化論、メキシコ研究などの超領域的専門研究を拓き、大学アカデミズムとは異なるさまざまな新たな学術生産の活動に携わる。
また、かつては熱心な大洋ホエールズ、横浜ベイスターズファン。
著書・編書は雑誌編集も含めると200冊以上にわたる。2006年以降は、「資本経済」の実践として学者たちによる出版、文化科学高等研究院出版局を運営する。

## 人物・来歴
福井県福井市に生まれる。浪人時代「原民喜論」でZ会懸賞論文最優秀賞。横浜国立大学教育学部に進み、サークル活動でフランス文学研究会をシュールレアリズム研究会に改組し、同人詩集を編集・刊行、無党派として旧・新左翼の党派政治主義と異なる新たなタイプの学生運動を独自に展開、自主講座から五十嵐良雄、梅沢謙蔵、佐野美津男といった講師を大学側に正規に承認させ、大学４年生のとき阿久津てつしのペンネームで「自闘論」を『構造』に発表、清水昶の詩と吉本隆明の詩から政治を論じ、周囲からは「横浜のランボー」と称される。
1972年に卒業後、旧・東京都立大学大学院に進み教育学を専攻。修士論文は「キューバ教育の社会主義的変容」。キューバ革命教育のダイナミクスとその停滞を考証、次に、非イデオロギー的な革命としてメキシコ革命の検証に入り、博士論文「メキシコ革命における1910～1940年の教育変容」を実証するも、実証研究に限界を感じ、以後、断ち切る。
日本の教育学、アカデミズム、社会主義、さらには日本そのものに限界を感じていた山本は、オーストリア出身で当時メキシコを拠点に活動していた文明思想家イヴァン・イリイチの非学校化deschoolingの考えに希望を見いだし、1975年、帰国の費用も持たずメキシコに旅立つ。以後、3年間にわたって、イリイチが主宰するメキシコ国際文化資料センター（CIODC）に参画、ラテン・アメリカ研究、学校化・医療化を含む産業社会批判の研究に取り組む。また、セマナワック教育コムミダードの講師として、ラテンアメリカの文化・歴史・社会、スペイン語の講義を行った。
帰国の際には、栗原彬、新曜社の堀江洪らの助けを受け、大学院修了。さらに日本エディタースクール出版部の吉田公彦のもとで雑誌「actes」を刊行。また、以前は「本業」とまで言い切るほどの大洋ホエールズ・横浜ベイスターズファンで「月刊ベイスターズ」のコラムニストを1996年から務めたほか（2007年5月号で休載）、「野球文化学会」創設にも尽力。
近代学問分類体系にとらわれない超領域専門研究を自ら提言し実行、パリの社会科学高等研究院のメンバーからアドバイスをもらいながら、「文化科学高等研究院」を設立し、企業との協働ワークをもって世界の学者たちとの研究生産の活動を為す。飛島建設の飛島章、資生堂の福原義春、富士ゼロックスの小林陽太郎が、主に支援協力し、文化資本経営の動きを作った。東京デザインネットワーク（ソニー、日産、キヤノン、NEC、日立）のアンカーマンを務め「文化技術」概念をデザインへ導入。さらにホスピタリティの普及をウインザー洞爺ホテルの窪山哲雄、二期倶楽部の北山ひとみ、京都ハイアット・リージェンシーの横山健一郎、巣鴨信用金庫、ポーラ、凸版印刷などと協同してなした。研究生産が大学でなされえない低研究費の環境を脱皮して新たな研究環境を作ることと、企業の知的資本の形成を図ることであった。経済システムと教育システムが分離した大学制度の系列に代わって、欧米のように「高等研究機関」を作るべきことを提唱する。
イリイチ、フーコー、ブルデュー、吉本隆明、ラカンの思想・理論研究をベースに、産業社会・消費社会論、教育論、権力論、経済論、ジェンダー論、場所環境論、文化資本論、国家論、言語論、精神分析理論、映画論などを超領域的に展開し、日本研究へ到り、西欧の主客分離の原理に代わる、「非分離・述語制・場所・非自己」の哲学原理を日本文化において抽出、古事記を「国つ神」から解読し、多元的な場所環境の政治統治・資本経済を提唱している。スイス、ローザンヌ・ホテル大学と共同し、ホスピタリティ研究でもその魁となった。河北秀也監修、山本編集による季刊誌『iichiko』を1986年に発刊、超領域的な特集を組み続けている。国家論５部作をまとめ、カナダの金谷武洋による「日本語には主語がない」提起、さらに藤井貞和の助動辞論、パリの浅利誠の助辞論を受け、「述語制」概念を深化し、「述語制」言語としての日本語論を彼らとともに構築している。印欧語の主語制言語哲学に対する述語制言語からの哲学および主語制言語を集中化・統合化した「国家資本」の組み替えを、場所論、資本概念転移とともに提起する。
2016年9月より動画レクチャー配信のWeb Intelligence Universityのゼネラルディレクター。
2017年6月、「文化資本学会」を設立、学会長。
2019年3月、一般財団法人「日本国際高等学術会議」を設立し、理事長に就任。2020年7月、「新資本経済学会」を設立。
資本経済マネジメントの探究と確立を、若い企業人たちと活動している。

## 年表
- 1948年 - 福井県生まれ
- 1980年 - 旧・東京都立大学人文科学研究科教育学専攻博士課程修了
- 1986年 - 季刊誌iichiko 研究・編集ディレクター。また國學院大學・立教大学などの非常勤講師を経て信州大学専任講師となり、後に同大学の助教授を経て、教授に就任。
- 2000年 - スイス・ジュネーヴにおいて国際学術財団「F・EHESC」を設立してジェネラル・ディレクターに就任。
- 2005年 - 「国際ホスピタリティ研究センター」を設立。
- 2007年 - 東京藝術大学客員教授（〜11年）
- 2008年 - 3月、定年を待たずに、大学に見切りをつけ、大学職を辞める（『聖諦の月あかり』参照）。
- 2013年 - 「国際ホスピタリティ研究センター」を「ジャパン・ホスピタリティ・アカデミー」へ改組、ジェネラル・ディレクターに。
- 2017年 - 「文化資本学会」設立、学会長。
- 2019年 - 一般財団法人「日本国際高等学術会議」を設立、理事長。2020年7月、「新資本経済学会」を設立、若い企業人たちに運営を任せている。

## 活動

### オンデマンド出版＆出版局設立
山本は、自分が書いた1,500頁の書『哲学の政治 政治の哲学』（空間、消費、学校・病院、国家、権力、情報、無意識、言語、身体・セックス・ジェンダー、民俗、ナショナリズム、市民社会、エスニシティ、革命、社会主義批判と総体にわたる世界理論の検証）は、商品にならない「資本」の産出だとしているが、ナショナル市場を前提にした商品出版に代わって、市場が限定され、定価もないものづくりとしてオンデマンド出版を「資本の経済」であるとして、現実における実行を試みる。そして2006年、文化科学高等研究院出版局として出版社を研究所に併設。吉本隆明が賛同して吉本は『心的現象論・本論』を提供し、2008年に出版された。
山本は、研究者たち自身によって少部数の生産をなしている、量産ではない、少部数でも一部でも生産可能な文化経済が、知の創造においては必要だという。そして、この取り組みは、これからの経済/ビジネスの範例となりうるものであるとしている。
2021年には、文化普及をなす「知の新書」シリーズを監修者として発刊し始めた。

### 大学をこえる研究機関の運営
1990年、文化科学高等研究院を東京に設立し、企業、クリエーター、学者の協働研究プロジェクトを実施。かつジュネーヴに国際学術財団文化科学高等研究院（FEHESC)を創設、近代学問体系の転換を海外研究者たちと協働し、さらに国際ホスピタリティ研究センターを日本に創設（2013年にJapan Hospitality Academyへ改組）、ホスピタリティ教育・研究のシステムをつくり、大学をこえる研究機関を運営。パリの社会科学高等研究院（EHESS)の研究者たちをはじめ世界の学者たちが協力し、ローザンヌ・ホテル大学のEHLITE研究所が協力した。
学者、クリエーター、企業人たちと協働する文化資本学会を設立、さらに一般財団法人「日本国際高等学術会議」を設立し、研究年報『文化資本研究』（no1.「文化資本とホスピタリティ」）を創刊、超領域的専門の学術生産を遂行しながら、専門職大学院「日本資本ホスピタリティ大学院」の設立へ向けた活動をなしている。
商品経済に代わる「資本経済」、社会統治に代わる「場所環境統治」、サービスに代わる「ホスピタリティ」技術、主語制言語様式に代わる「述語制言語様式」の探究とその転移への実際化をなす知的資本形成をはかっているほか、学者・研究者自身が研究生産マネジメントをなすべきことを強調する（『聖諦の月あかり』）。

### その他
山本が考案した「場所カード」という場所環境づくりのクレジットカードが「筑後川カード」として機能している（『文化資本論』）。
また、企業環境学、ファッション環境学、ツーリズム環境学が大学で講義されていた。趣味で篠笛・真笛を吹く、自分の見出した非分離・述語制・場所の哲学に合致する日本の文化技術があると語る（『聖諦の月あかり』）。

## 発言

### プロ野球
プロ野球においては野村克也や森祇晶の野球監督としての能力は認めてもそれはアマチュア野球をプロ化する監督であってプロ自体（山本の言葉で言う所の「観客のことを考えて」と言う意味でのプロ。プロ技術とその自律精神。）の監督には値しないとみなしている（山本の言葉で言うと、アマ・プロの境界線は、うまい下手、それで生活するしない、金銭的な問題が大きく発生する、などの問題ではなく、プロ技術とそのエンターテイメント性の有無〈観客が存在するか、しないか〉である。）。
このため、2000年秋に横浜が森を監督に招聘したときには「月刊ベイスターズ」誌上で森招聘反対論を唱えたために、球団オーナーが自ら山本の説得にあたることとなった。だが、山本の危惧どおり横浜の球団風土に無関心な森の手法は球団の弱体化と観客動員の減少を招き、2年後に山本が再度同誌上で森退陣勧告を書いた後を追うかのように、同監督の休養が決まった。
しかし、山本が期待した後任の生え抜き監督である山下大輔によるチームの再建については、失敗に終わっている。このことについて山本はホエールズ、ベイスターズの生え抜き選手を絶対に批判しないとファン精神を貫いた。
スポーツ社会学会の研究年報で、山本のスポーツ論が述べられている。プロ・スポーツはファンへのホスピタリティが重要であり、社会的規制を受けながら、同時に政治・経済、さらに世界情勢への先行的象徴の牽引力をもつと説く。

## 著作

### 単著
- 『学校・医療・交通の神話』（新評論, 1979年）
- 『消費のメタファー 男と女の政治経済批判』（冬樹社, 1983年、新版1990年）
- 『教育の分水嶺』（三交社, 1984年）
- 『学校の幻想 幻想の学校』（新曜社, 1985年）
- 『学ぶ様式』（新曜社, 1986年）
- 『ディスクールの政治学 フーコー・ブルデュー・イリイチ』（新曜社, 1987年）
- 『超領域の思考へ』（日本エディタースクール出版部, 1988年）
- 『コンビビアルな世界 メヒコからみえてくるもの』（日本エディタースクール出版部, 1990年）
- 『ジェンダーと愛』（新曜社, 1990年）
- 『消費の分水嶺』（三交社, 1990年）
- 『フーコー権力論入門』（日本エディタースクール出版部, 1991年）
- 『社会科学理論研究』（文化科学高等研究院出版局, 1992年）
- 『デザインとしての文化技術』（文化科学高等研究院出版局, 1993年）
- 『ピエール・ブルデューの世界』（三交社, 1994年）のち増補版
- 『フーコーの〈方法〉を読む』（日本エディタースクール出版部, 1996年）
- 『学校の幻想 教育の幻想』（ちくま学芸文庫, 1996年）
- 『現代思想の方法』（ちくま学芸文庫, 1997年）
- 『場所環境の意志――地球環境設計へむけて』（新曜社, 1997年）
- 『文化資本論』（新曜社, 1999年）
- 『哲学の政治 政治の哲学』（文化科学高等研究院出版局, 2006年）
- 『ホスピタリティ原論――哲学と経済の新設計』（新曜社, 2006年）
- 『身体/セックスの政治』（三交社, 2006年）※『哲学の政治 政治の哲学』分冊版（9）
- 『教育の政治 子どもの国家』（EHESC出版局, 2007年）
- 『西部劇の文化学』（EHESC出版局、2008年）
- 『学校に子どもを殺されないために――親と教師の思考ツール』（文化科学高等研究院出版局, 2009年）増補新版
- 『吉本隆明の思想』（三交社, 2008年）増補、加筆版
- 『ミシェル・フーコーの思考体系』（文化科学高等研究院出版局, 2009年3月）
- 『日本〈社会〉イズムとポストモダン・ファシスト』（文化科学高等研究院出版局, 2009年）
- 『イバン・イリイチ――文明を超える「希望」の思想』（文化科学高等研究院出版局, 2009年12月）。韓国語に翻訳され刊行される。
- 『ホスピタリティ講義(レクチャー) ホスピタリティ・デザインと文化資本経済 芸大講義+講演集』文化科学高等研究院出版局　2010
- 『哲学する日本 :非分離/述語制/場所/非自己 』文化科学高等研究院出版局　2011.2
- 『物象化論と資本パワー = Reification & capital power 原発危機・経済危機を超える本質思考』文化科学高等研究院出版局　2012.1
- 『国つ神論　古事記の逆立解読』文化科学高等研究院出版局、2013.2
- 『〈もの〉の日本心性』文化科学高等研究院出版局、2014.6
- 『高倉健・藤純子の任侠映画と日本情念：憤怒と純愛の美学』文化科学高等研究院出版局、2015.12
- 『吉本隆明と『共同幻想論』』晶文社、2016.12
- 『フーコー国家論』文化科学高等研究院出版局、2016.11
- 『ブルデュー国家資本論』文化科学高等研究院出版局、2017.3
- 『国家と再認・誤認する私の日常：ラカン理論の社会科学的活用』文化科学高等研究院出版局、2017.7
- 『＜私＞を再生産する共同幻想国家・国家資本：再生産様式の理論』文化科学高等研究院出版局、2018.7
- 『述語制の日本語論と日本思想：主語制「国語」への言語革命 序説』文化科学高等研究院出版局、2019.11
- 『聖諦の月あかり：思索のかなたに感じているもの：情緒資本論への序奏』文化科学高等研究院出版局、2020.11
- 『甦えれ 資本経済の力：文化資本と知的資本』知の新書001、文化科学高等研究院出版局、2021.2.28
- 『哲学する日本』知の新書SONDEOS、文化科学高等研究院出版局、2021.2.28
- 『〈定本〉学校・医療・交通の神話：現代産業社会批判ーコンビビアルな世界へー』知の新書SONDEOS102、文化科学高等研究院出版局、2021.6.20
- 『ミシェル・フーコーの統治性と国家論：生政治/権力/真理と自己技術』知の新書SONDEOS103、文化化学高等研究院出版局、2021.8.20
- 『新しい資本主義と企業/暮らしのイノベーション：資本経済と市場の転換』知の新書B12、2022.2.20
- 『古事記と国つ神論：日本国の初まりと場所神話』知の新書SONDEOS104、文化科学高等研究院出版局、2022.6.30
- 『「風の谷のナウシカ」と「モモ」から学ぶ　たいせつなことは何か』知の新書J01、2022.9.21
- 『性的資本論　欲望/剰余享楽/ジェンダー』知の新書C01、2024.1.31
- 『政治資本論　自分技術/権力関係/場所統治』知の新書C12、20251.31
- 『知的資本論序説：変換の知的資本 大学言説の限界』知の新書C03、2025.3.7
- 『情緒資本論序説：日本の情/情動/感情資本主義』知の新書C02、2025.7.4

### 共著
- （吉本隆明との対談）『教育・学校・思想』（日本エディタースクール出版部, 1983年）
- （栗原彬・本田和子・前田愛）『学校化社会のストレンジャー――子どもの王国』（新曜社, 1988年）
- （小阪修平・橋爪大三郎・松沢正博・竹田青嗣・岡野守也）『徹底討論 「自己」から「世界」へ』（春秋社, 1992年）
- （吉本隆明・川上春雄・高橋順一・古橋信孝）『吉本隆明の文化学――プレ・アジア的ということ』（文化科学高等研究院, 1996年）
- （加藤鉱）『トヨタ・レクサス惨敗――ホスピタリティとサービスを混同した重大な過ち』（ビジネス社, 2006年）
- （加藤鉱）『ホスピタリティの正体』（ビジネス社, 2006年）
- （山崎正純・中村三春）『太宰治――哲学的文学論』（文化科学高等研究院出版局, 2009年）
- （吉本隆明との対話）『思想を読む　世界を読む』（文化科学高等研究院出版局、2015年7月）
- （村瀬永育）新資本経済学会編『おもてなしとホスピタリティ：サービスとのちがい』（文化科学高等研究院出版局、知の新書J02、2022年11月）

### 編著
- 『経済セックスとジェンダー』（新評論, 1983年）
- 『性・労働・婚姻の噴流』（新評論, 1984年）
- 『欲望のアナトミア』全3巻（ポーラ文化研究所, 1985年）
- 『小さなテツガクシャたち 杉本治・尾山奈々さんの自死から学ぶ』（新曜社, 1986年）
- 『「乞う。」』（ポーラ文化研究所, 1988年）
- 『教育が見えない』（三交社, 1990年）
- 『プラチック理論への招待』（三交社, 1992年）
- 『フーコーの〈全体的なものと個別的なもの〉』（三交社, 1992年）
- 『アルチュセールの〈イデオロギー〉論』（三交社, 1993年）
- Tetsuji Yamamoto(ed.), Philosophical Designs for a Socio-Cultural Transformation (Rowman & Littlefield, 1998)
- 『吉本隆明が語る戦後55年』全12巻 （三交社, 2000～2003年）
- 『場所政治――国家を超える場所1』（三交社, 2001年）
- 『高度資本主義国家――国家を超える場所2』（三交社, 2002年）
- 『文化資本研究１：文化資本とホスピタリティ』（文化科学高等研究院出版局、2018年）

### 共編著
- （栗原彬・今防人・杉山光信）『社会と社会学 1 世界社会学をめざして』（新評論, 1983年）
- （樺山紘一）『性・労働・婚姻の噴流』（新評論, 1984年）
- （桑田禮彰・福井憲彦）『ミシェル・フーコー』（新評論, 1984年）
- （栗原彬・今防人・杉山光信）『社会と社会学 2 文化のなかの政治』（新評論, 1985年）
- （栗原彬・今防人・杉山光信）『社会と社会学 3 身体の政治技術』（新評論, 1986年）
- （福井憲彦・森反章夫）『都市・空間・建築の根拠をさぐる』（飛島建設, 1991年）
- （田中聖・後藤泰一）『市民生活と法――急激な社会変動の諸例を通じて』(第一法規、2000年)